# The Sun Ain't Gonna Shine (Anymore)
The Sun Ain't Gonna Shine (Anymore) är en popballad, skriven av Bob Crewe och Bob Gaudio. Den gavs ut som solosingel av Frankie Valli från The Four Seasons 1965, men hans version blev ingen hit. Istället spelades låten in av The Walker Brothers 1966 med stor orkester under den marginellt ändrade titeln The Sun Ain't Gonna Shine Anymore. I deras version blev låten en stor hit med en förstaplacering på Englandslistan, och även hög placering på flera andra länders singellistor.
1996 återupptogs låten av Cher som fick en mindre hit med den.

## Listplaceringar, The Walker Brothers
| Lista (1966)   | Position               |
| -------------- | ---------------------- |
| Finland        | 21                     |
| Flandern       | 15                     |
| Frankrike      | 42                     |
| Irland         | 5                      |
| Kanada         | 2 (RPM)                |
| Nederländerna  | 7                      |
| Norge          | 6 (VG-lista)           |
| Nya Zeeland    | 7 (NZ Listner)         |
| Storbritannien | 1                      |
| Sverige        | 3 (Kvällstoppen)       |
| Sverige        | 2 (Tio i topp)         |
| USA            | 13 (Billboard Hot 100) |
| Västtyskland   | 4                      |